# Adrianna Nicole
Adrianna Nicole (San Francisco, California; 25 de marzo de 1977) es una actriz pornográfica estadounidense.

## Biografía
Adrianna Nicole, nombre artístico de Adrianna Suplick, es la menor de tres hermanas. Sus primeros trabajos fueron como cuidadora y profesora de gym. Después tuvo diversos trabajos antes de conocer a Nina Hartley y a su marido Ernest Greene a través de unos amigos en común, que la fueron encaminando hacia la industria pornográfica.
Comenzó a trabajar como modelo para la firma LA Direct, una de las más reconocidas agencias de talento del negocio del cine para adultos. Después firmó con S&M Fetish un contrato para posar como modelo pin-up y trabajar como actriz. Su comienzo en el cine porno fue en 2002 con apenas 25 años.
En 2006 grabó su primera escena de sexo doble anal para la película 2 in 1 Hole.
En 2007 ganó el premio AVN a la Mejor escena de sexo en grupo por Fashionistas Safado: The Challenge y en 2011, en los mismos, el premio a la Mejor escena escandalosa de sexo por la escena "Enema Boot Camp" en Belladonna: Fetish Fanatic 8.
Ha rodado más de 590 películas como actriz, destacando sus escenas de sexo lésbico, interracial y en grupo en películas como Fashionistas Safado – The Challenge, Bring It Black 4 o Buttman's Oddyssey, entre otras.

## Premios y nominaciones
| Año  | Ceremonia   | Resultado | Premio                                 | Trabajo                                |
| ---- | ----------- | --------- | -------------------------------------- | -------------------------------------- |
| 2007 | Premios AVN | Ganadora  | Mejor escena de sexo en grupo          | Fashionistas Safado: The Challenge     |
| 2008 | Premios AVN | Nominada  | Artista femenina no reconocida del año | —                                      |
| 2008 | Premios AVN | Nominada  | Mejor escena escandalosa de sexo       | Upload                                 |
| 2009 | Premios AVN | Nominada  | Artista femenina no reconocida del año | —                                      |
| 2009 | Premios AVN | Nominada  | Mejor escena escandalosa de sexo       | World's Biggest Cum Eating Cuckold     |
| 2009 | Premio XBIZ | Nominada  | Artista femenina del año               | —                                      |
| 2010 | Premios AVN | Nominada  | Mejor escena de sexo lésbico en grupo  | Party of Feet                          |
| 2010 | Premios AVN | Nominada  | Mejor escena de sexo en grupo          | Evil Anal 10                           |
| 2011 | Premios AVN | Nominada  | Mejor escena de sexo oral              | Fuck Face                              |
| 2011 | Premios AVN | Ganadora  | Mejor escena escandalosa de sexo       | Fetish Fanatic 8                       |
| 2012 | Premios AVN | Nominada  | Mejor escena de trío H-M-H             | Rough Sex 3: Adrianna's Dangerous Mind |
| 2012 | Premios AVN | Nominada  | Mejor escena de sexo anal              | Rough Sex 3: Adrianna's Dangerous Mind |
| 2012 | Premios AVN | Nominada  | Mejor escena de sexo en grupo          | Rough Sex 3: Adrianna's Dangerous Mind |
| 2013 | Premios AVN | Nominada  | Mejor escena de sexo transexual        | TS Playground 1                        |